# Народна библиотека „Милутин Срећковић“ Смедеревска Паланка
Народна библиотека Милутин Срећковић у Смедеревској Паланци, једна је од најважнијих установа културе у граду. Назив је добила по угледном професору књижевности Паланачке гимназије, књижевном критичару, есејисти Милутину Срећковићу (1934–1995). Библиотека је  по типу и функцији јавна. Формирана је као Читаоница 1869. године. Народна књижница и читаоница проглашене су за Општинску библиотеку 1962. године.

## Историјат

### Оснивање
Читаоница је основана 7. јануара (21.јануара) 1869. године када се уписало 74 чланова помагача, који су прихватили обавезу да плате по 1 дукат цесарски годишње на име донаторског улога. Општина је Читаоници уступила у свом здању једну врло удобну собу. Правила за читаоницу урађена су 1870. године.
Неколико младих људи установило Црквено-певачку дружину 1866 , која је престала са радом 1868. године, стога што је тадашњи срески старешина био противан тој установи. На Св. Саву 1868. године ,певачка дружина поново је започела рад , којој су дали назив „Шумадија”, и приредила прву беседу 27. фебруара 1869. године.
Пошто је Читаоница пропала, Певачка дружина „Шумадија” је, 30. новембра 1873. године, заменила свој стари устав новим, у коме је себи одредила циљ: ширење просвете по народу. Ова дружина је 18. децембра 1873. године установила читаоницу, под именом: Читаоница дружине „Шумадија”, а већ  1874. године имала је 53 члана . Дружином је руководио управни одбор који је прописао читаоничка правила,који је бринуо о финансијама, набавци новина и књига.
Почев од 1869. године, у Читаоници су претплатом набављани ови листови: Београдске Новине, Брзојав, Будућност, Видовдан, Војина, Глас Народа, Глас Црногорца, Говорница, Голос, Домаћи Лекар...
За време Првог светског рата читаоница није радила.

### Поновно оснивање 1922. године
Покретач рада народне читаонице био је Савез занатлија. Писмо упућено Занатлијском еснафу Паланке, има и штамбиљ и печат Народне књижнице и читаонице. У средишњем делу округлог печата је отворена књига, на чијој левој страни пише „Просвета“, а на десној „Напредак“, док је изнад и испод књиге угравирано „ОСНОВ. 1922“.
Први пут се Библиотека помиње 1931.године у оквиру Народног универзитета, који је те године навршио две године свога активног рада. 
Народни универзитет је, 4. марта 1933. године, у писму Занатлијском еснафу потврдио пријем књига Народне читаонице у Паланци, књиге су уведене у списак и стављене на располагање члановима. Сва је прилика да ова вест говори о томе да је Народна књижница и Читаоница, као самостална установа, престала са радом.

### После Другог светског рата
После Другог светског рата, Народни фронт је иницирао оживљавање рада Народне књижнице и читаонице која је смештена у једној просторији Дома културе, када је ова зграда завршена. Сакупљане су књиге од грађана, нешто књига је преузето од Гимназије, тако да је на почетку 1946. године у фонду било неколико стотина књига, а 1947. године књижни фонд Народне књижнице и читаонице је бројао око 1 100 примерака књига разних издања. Од 1950. па до 1954. године евидентирано је 3300 чланова. Народна књижница и читаоница проглашене су 1962. године за Општинску матичну библиотеку која на територији општине обавља делатност из области културе и образовања. Библиотека је 1968. године усељена у зграду старе поште, у зграду која је саграђена 1884. године. 
Завичајни фонд установљен је 1983. године, реализоване су многе активности, као што су Читалачка значка и др. Међу свим овим активностима свакако је једна од најзначајнијих прослава 120-годишњице Библиотеке, половином децембра 1989. године, у оквиру које је организована изложба докумената о настанку и развоју библиотечке делатности, у тадашњем Дому ЈНА и свечана академија у сали Позоришта.

### Библиотека данас
Установа Народна библиотека је решењем Трговинског суда у Пожаревцу 11. марта 2003. године регистрована као самостална установа "Установа Народна библиотека Смедеревска Паланка" и усклађена са Законом о јавним службама и Законом о библиотечкој делатности. Корисник буџета Општине Смедеревска Паланка постаје од 1. априла 2003. године. Библиотека је регистрована у Регистрима Народне библиотеке Смедерево и Народне библиотеке Србије. Одржава сталну комуникацију и сарадњу са надлежним инстанцама. 
У својој историји више пута је мењала име а садашње је добила 2012. године по угледном професору књижевности Паланачке гимназије, књижевном критичару, есејисти Милутину Срећковићу (1934–1995).
Библиотека се данас налази у згради старе поште саграђеној 1884. године, у центру града, у просторијама укупне површине 157м2.Ове просторије добила на коришћење 1968. године. Поткровље зграде, корисне површине 200м2, је у функцији читаонице за децу, интернет читаонице и свечане сале.

## Одељења
Библиотека поседује Научно одељење,Завичајно одељење, Одељење периодике и Читаоницу. Књига инвентара као и алфабетски каталог позајмног одељења за одрасле и научног одељења су заједнички. Фонд периодике броји 121 часописа од којих је 9 приновљено у 2015. години и располаже књигом инвентара. Фонд стране књиге броји 482 монографских публикација и 16 часописа и такође располаже књигом инвентара.

### Завичајно одељење
Завичајно одељење се бави истраживањем, сакупљањем, обрађивањем, чувањем и давањем на коришћење библотечко-информационе грађе о историјским почецима, животу, развоју и стваралаштву локалне средине (догађаји, установе, људи и њихова остварења). Делатност овог фонда огледа се у непрекидној сарадњи са Народним музејом Смедеревске Паланке, архивом "Верослава Вељашевић", завичајним удружењима "Видовача" из Водица и "Ђакови дани" из Кусадка.

## Огранак у Азањи
14. новембра 2005. године, отвара се огранак Библиотеке са књижним фондом од преко 7 000 јединица. Он располаже уређеним простором од 50м2 и читаоницом са 16 читалачких места и има велики значај за мештане са дугом и вредном поштовања културном традицијом. Трошкови одржавања и набавке основних средстава и опреме су на терет МЗ Азања. Број чланова у 2015. години је 485. Води се инвентар монографских публикација и алфабетски каталог.

## Сарадња са институцијама културе и другим организацијама
У просторијама библиотеке редовно се организују изложбе посвећене актуелним догађајима везаним за књижевност, историју, филозофију и науку. Нарочито је активна сарадња са матичном библиотеком у Смедереву. За потребе Скупштине општине врши се компјутерска припрема међуопштинског службеног гласника. Сарађује са Градским позориштем, Народним музејом, Историјским архивом, Општинском туристичком организацијом, основним и средњим школама у овом граду.